# لجنة الاستخبارات في مجلس الشيوخ
لجنة المخابرات بمجلس الشيوخ الأمريكي United States Senate Select Committee on Intelligence (ويشار إليها أحياناً بلجنة المخابرات أو SSCI)، هي اللجنة المخصص للإشراف على وكالات ومكاتب الحكومة الفدرالية الأمريكية التي توفر المعلومات وتحللها لقادة الفروع التنفيذية والتشريعية بالحكومة. أسسها الكونكرس رقم 94 عام 1976. اللجنة «اختيارية» في العضوية المؤقتة والعضوية بالتناوب بين أعضاء الغرفة. تتألف اللجنة من 15 عضو. ثمانية منهم من الأغلبية وعضو واحد من الأقلية في كل من اللجان التالية: لجنة الاعتمادات بمجلس الشيوخ الأمريكي، لجنة الخدمات المسلحة بمجلس الشيوخ الأمريكي، لجنة العلاقات الخارجية بمجلس الشيوخ الأمريكي، واللجنة القضائية بمجلس الشيوخ الأمريكي. السبعة الباقين، منهم أربعة أعضاء من الأغلبية، وثلاثة أعضاء من الأقلية. بالإضافة إلى ذلك، فزعيم الأغلبية وزعيم الأقلية هم أعضاء في اللجنة، بحكم منصبهم بلا تصويت.
كجزء من مسئولياتها الإشرافية، تقوم اللجنة بمراجعة سنوية لميزانية المخابرات المقدمة من الرئيس وتعد تشريع الاعتمادات المخولة للوكالات والإدارة المدنية والعسكرية المختلفة التي يتألف منها مجتمع المخابرات. هذه الهيئات تشمل مكتب مدير المخابرات الوطنية، وكالة المخابرات المركزية، وكالة مخابرات الدفاع، وكالة الأمن القومي،
وكالة المخابرات الجغرافية المكانية القومية، مكتب الاستطلاع القومي، فضلاً عن المكونات ذات الصلة في وزارة الخارجية، مكتب التحقيقات الفدرالية، وزارة الخزانة، ووزارة الطاقة. تقدم اللجنة توصيات للجنة الخدمات المسلحة بمجلس الشيوخ حول تفويضات المكونات المتعلقة بالمخابرات في الجيش الأمريكي، البحرية الأمريكية، القوات الجوية الأمريكية، ومشاة البحرية الأمريكية. تعقد اللجنة أيضاً تحقيقات، جلسات استماع، وتفتيشات دورية لأنشطة وبرامج المخابرات.
في 6 مارس 2008، في رسالة موجهة لرئاسة مجلس اليشوخ، اقترح 14 من 15 من الأعضاء الحاليين في اللجنة تأسيس لجان اعتمادات فرعية جديدة للمخابرات بمجلس الشيوخ لإعداد الميزانية السنوية للمخابرات. اللجان الفرعية المقترحة، والتي سيكون أعضاء لجنة المخابرات لهم حضور قوي فيها، ستزيد من تأثير على وكالات مخابرات السلطة التنفيذية، وتطلب الإفصاح المستمر عن الميزانية السنوية للبرنامج القومي للمخابرات. إلا أن المقترح قد قوبل بمعارضة من رئاسة لجنة الاعتمادات بمجلس الشيوخ الأمريكي.

## اللجان

### الاعضاء من الكونغرس 118: 3 يناير 2023 – 3 يناير 2025
| الأغلبية | الأقلية |
| --- | --- |
| - مارك وارنر، فرجينيا, الرئيس - ديان فاينستاين، كاليفورنيا (حتى September 29, 2023) - رون وايدن، أوريغن - مارتن هاينريش، نيومكسيكو - أنغوس كينغ, Maine - مايكل بينيت، كولورادو - بوب كايسي جونيور، بنسيلفانيا - كيرستن جيليبراند، نيويورك (توضيح) - جون أوسوف، جورجيا (توضيح) - مارك كيلي، أريزونا (from October 17, 2023) | - ماركو روبيو، فلوريدا, نائب الرئيس - جيم ريش، أيداهو - سوزان كولينز، مين - توم كوتون، أركنساس - جون كورنين، تكساس - جيري موران، كانساس - جيمس لانكفورد، أوكلاهوما - مايك روندز، داكوتا الجنوبية |
| Ex officio | |
| - جاك ريد، رود آيلاند - تشاك شومر، نيويورك (توضيح) | - روجر ويكر، مسيسيبي - ميتش ماكونيل، كنتاكي |

### الكونغرس 117: 3 يناير 2021 - 3 يناير 2023
| الأغلبية | الأقلية |
| --- | --- |
| - ديان فاينستاين، كاليفورنيا، الرئيس - جاي روكفلر، ڤرجنيا الغربية - رون ويدن، اوريگون - باربرا ميكولسكي، مريلاند - مارك أودال، كلورادو - مارك وارنر، ڤرجنيا - مارتن هاينريش، نيو مكسيكو - أنكوس كينك، مين | - ساكسبي تشامبليس، جورجيا، نائب الرئيس - ريتشارد بور، كارولاينا الشمالية - جيم ريش، إيداهو - دان كوتس، إنديانا - ماركو روبيو، فلوريدا - سوزان كولينز، مين - توم كوبرن، اوكلاهوما |
| بحكم منصبه | |
| - كارل لفين، ميتشگن - هاري ريد، نـِڤادا | - جيم إنهوف، اوكلاهوما - ميتش مكونل، كنتكي |

### الكونغرس 116: 3 يناير 2019 - 3 يناير 2021
| الأغلبية | الأقلية |
| --- | --- |
| - ريتشارد بور، كارولاينا الشمالية, الرئيس (حتى 15 مايو 2020) - ماركو روبيو، فلوريدا, رئيس مؤقت (من 18 مايو 2020) - جيم ريش، أيداهو - سوزان كولينز (سياسي)، مين - روي بلنت، ميزوري - توم كوتون، أركنساس - جون كورنين، تكساس - بن ساز، نبراسكا | - مارك وارنر، فرجينيا, نائب الرئيس - ديان فاينستاين، كاليفورنيا - رون وايدن، أوريغن - مارتن هاينريش، نيومكسيكو - أنغوس كينغ, Maine - كامالا هاريس، كاليفورنيا - مايكل بينيت، كولورادو |
| Ex officio | |
| - جيم إنهوف، أوكلاهوما - ميتش ماكونيل، كنتاكي | - Jack Reed، رود آيلاند - تشاك شومر، نيويورك (توضيح) |

المصادر: قائمة الاعضاء

### الكونغرس 115: 3 يناير 2017 – 3 يناير 2019
| الغالبية | الاقلية |
| --- | --- |
| - ريتشارد بور، كارولاينا الشمالية, Chairman - جيم ريش، أيداهو - ماركو روبيو، فلوريدا - سوزان كولينز (سياسي)، مين - روي بلنت، ميزوري - جيمس لانكفورد، أوكلاهوما - توم كوتون، أركنساس - جون كورنين، تكساس | - مارك وارنر (سياسي)، فرجينيا, Vice Chairman - ديان فاينستاين، كاليفورنيا - رون وايدن، أوريغن - مارتن هاينريش، نيومكسيكو - أنغوس كينغ، مين - جو مانشين، فيرجينيا الغربية - كامالا هاريس، كاليفورنيا |
| Ex officio | |
| - جيم إنهوف، أوكلاهوما (from September 6, 2018) - جون ماكين، أريزونا (until August 25, 2018) - ميتش ماكونيل، كنتاكي                                                                                     | - جاك ريد، رود آيلاند - تشاك شومر، نيويورك |

المصادر: Member List

## المدراء
| #  | الاسم | الاسم             | الحزب | الحزب    | الولاية            | الفترة    |
| -- | ----- | ----------------- | ----- | -------- | ------------------ | --------- |
| 1  |       | دانيال إينوي      |       | ديمقراطي | هاواي              | 1976–1979 |
| 2  |       | Birch Bayh        |       | ديمقراطي | إنديانا            | 1979–1981 |
| 3  |       | باري جولدواتر     |       | جمهوري   | أريزونا            | 1981–1985 |
| 4  |       | David Durenberger |       | جمهوري   | مينيسوتا           | 1985–1987 |
| 5  |       | دايفيد بورين ‏     |       | ديمقراطي | أوكلاهوما          | 1987–1993 |
| 6  |       | Dennis DeConcini  |       | ديمقراطي | أريزونا            | 1993–1995 |
| 7  |       | ارلين سبكتر       |       | جمهوري   | بنسيلفانيا         | 1995–1997 |
| 8  |       | ريتشارد شيلبي     |       | جمهوري   | ألاباما            | 1997–2001 |
| 9  |       | بوب غراهام        |       | ديمقراطي | فلوريدا            | 2001      |
| 10 |       | ريتشارد شيلبي     |       | جمهوري   | ألاباما            | 2001      |
| 11 |       | بوب غراهام        |       | ديمقراطي | فلوريدا            | 2001–2003 |
| 12 |       | بات روبرتس        |       | جمهوري   | كانساس             | 2003–2007 |
| 13 |       | جاي روكفلر        |       | ديمقراطي | فيرجينيا الغربية   | 2007–2009 |
| 14 |       | ديان فاينستاين    |       | ديمقراطي | كاليفورنيا         | 2009–2015 |
| 15 |       | ريتشارد بور       |       | جمهوري   | كارولاينا الشمالية | 2015–2020 |
| 16 |       | ماركو روبيو مؤقت  |       | جمهوري   | فلوريدا            | 2020–2021 |
| 17 |       | مارك وارنر        |       | ديمقراطي | فرجينيا            | 2021–الان |